# Idaea quadrirubrata
Idaea quadrirubrata là một loài bướm đêm trong họ Geometridae.